# امرؤالقیس
اِمرُؤُالقَیس فرزند حُجر (در حدود ۸۰ تا ۱۳۰ قبل از هجرت، برابر با حدود ۴۹۶ تا ۵۴۴ م)، نام کامل وی اِمرُؤُالقَیس بن حُجر بن الحارث بن عمرو بن حُجر آکل المرار بن معاویة بن ثور الکندی بود. او از قبیلهٔ آل کِنده بود.
کُنیتش «أبووَهب» یا «ابوالحارث»، گفته‌اند اسمش «جَندَح» و اِمرُؤُالقَیس لقب گرفته‌است و معنایش به عربی «رجل الشّدة»، یعنی مرد سختی یا دشمنی است. یک دلیل آن می‌تواند شدتی باشد که در قتل‌عام قبیله بنی اسد پس از قتل پدرش به دست یکی از آنان رخ داد. وی با آن که پسر بزرگ پدرش نبود و به واسطه بدنامی و زشت رفتاری از طرف پدر به حضرموت جایی که برخی عموهایش می‌زیستند تبعید شده بود تنها پسری بود که وقتی خبر قتل پدرش را شنید ابتدا گریه نکرد و در حال مستی گفت که امروز روز خمر است و فردا روز امر است ولی بعداً از شرمساری این که بلافاصله عزادار پدرش نشده خونخواهی او را بر عهده گرفت و برای جبران رفتارش شدت زیادی در انتقام به خرج داد. وی از اجداد اشعث بن قیس زمان علی در کوفه بود. امرُؤُالقَیس ابوالحارث جندح بن حجر کندی (ملک ضلیل) در حدود یک قرن قبل از اسلام می‌زیست.
اصل او از یمن و زادگاهش نجد بود. پدرانش از اشراف عرب بودند. او در جوانی پیشه ای نداشت جز شعر گفتن، شراب خواری و آمیزش با زنان. وقتی قبیلهٔ بنی اسد پدرش را کشت، او زندگی پیشین خود را رها کرد و به خونخواهی پدرش روی آورد. اما شکست خورد و به قیصر روم پناه برد و از او یاری خواست. ولی کمک قیصر نیز کارساز نشد تا اینکه در شهر آنقره (آنکارا) درگذشت.

## زندگی
«اِمرُؤُالقَیس» در اوایل قرن ششم میلادی در نَجد متولد شد. مادرش، فاطمه بنت ربیعه بن الحارث، خواهر کلیب و مهلهل «زیر سالم» است.
«اِمرُؤُالقَیس» از معروف‌ترین شعرای عرب جاهلی است. وی از فُحولِ شعرای عرب، بلکه از متقدمینِ آنهاست و یکی از مشهورترین شعرای «المُعَلَّقات السَّبع»، یعنی «اصحاب معلقات سَبع» است. «اصحاب معلَّقات سبع» هفت تن از شاعران روزگار پیش از اسلام بودند که هر یک قصیده‌ای غَرّا سرودند و برحسب رسم معمول آن دوران، آنها را از در کعبه آویختند که واردشوندگان آنها را ببینند و مایهٔ شهرت و افتخار آنان گردد و همین قصاید است که در السنهٔ اهل علم به «سبعهٔ معلَّقه» و «معلَّقات سبع» مشهور است. این قصاید بارها چاپ شده‌است و شرح‌های بسیار بر آنها نوشته‌اند و به زبان‌های گوناگون ترجمه شده‌اند. هر قصیده از قصاید معلَّقات شامل ۸۱ تا ۱۰۰ بیت است. از جمله هفت تنِ آن شعرا عبارتند از:
- امرؤالقیس بن حُجر الکِندی
- زهیر بن أبی سلمی المزنی
- عمرو بن کلثوم التغلبی
- عنترة بن شداد العبسی
- لبید بن أبی ربیعه عامری
- حارث بن حلزه یشکری
- طرفه بن العبد
- این چند بیت از مَطلعِ معلَّقهٔ مشهورِ «اِمرُؤُالقَیس» که به معلَّقهٔ «قِفا نَبکِ» معروف است:

مَطلَعِ معلَّقه
| قِفا نَبکِ من ذکری حبیبٍ وَمَنزلِ  |  | بسِقطِ اللِّوی بَینَ الدَّخولِ فَحَوْمَلِ   |
| فتوضحِ فَالمِقراةِ لم یَعْفُ رَسْمُها |  | لما نسَجتْها من جَنوبٍ وشَمألِ      |
| تری بَعَرَ الآرآمِ فی عَرَ صاتِها  |  | وقیعانها کَأنّهُ حبُّ فُلفُلِ         |
| کأنیِ غَداةَ البَینِ یوم تَحَملّوا  |  | لدی سَمُراتِ الحَیّ ناقِفُ حنظلِ      |
| وُقوفاً بها صَحْبی عَلَیَّ مَطِیَّهمْ    |  | یقولونَ لاتَهتِکْ أسیً وتَجَمَّلِ       |
| وان شِفائی عَبْرَةٌ مُهَراقَةٌ       |  | فهلْ عند رَسمٍ دارِسٍ من مُعَّولِ      |
| کدأبکَ من أمّ الحُوَیرِثِ قبْلها   |  | وجارَتِها أمّ الرَّبابِ بمَأسَلِ       |
| اذا قامَتا تَضَوّعَ المِسْکُ مِنْهُما  |  | نسیمَ الصَّفا جاءتْ بَریاح اَلقَرَنْفُلِ |
| ففاضَتْ دُمُوع العَینِ مِنی صَبَابَةً  |  | علی النَّحر حتی بلَّ دَمعی مِحمْلیِ   |
| ألا رُبَّ یومٍ لک مْنهُنَ صالِحٍ     |  | ولا سَّیما یومٍ بدارَةِ جُلجُلِ       |
| وَیوْمَ عَقَرْتُ للعذاری مَطیّتی     |  | فیا عَجَباً من کورِها الُمتَحَمَّلِ     |
| فظلَّ العذاری یرتمینَ بلَحمْها   |  | وشحمٍ کهُداّب الدَّمَقش المُفتّلِ      |
| ویومَ دخلتُ الخِدرَ خِدرَ عُنَیزَةٍ   |  | فقالتْ لک الوَیلاتِ انّک مُرْجِلی    |
| تقولُ وقد مالَ الغَبیطُ بنا معاً |  | عَقَرْتَ بَعیری یَا امرُؤالقَیسِ فَانزِلِ |
| فَقُلْتُ لَها سِیْرِی وأَرْخِی زِمامَـهُ  |  | ولاَ تُبْعـِدِینی مِنْ جَناکِ المُعَلَّـلِ  |

أجداد اِمرُؤُالقَیس از اشراف عرب بوده‌اند. پدرش فرمانروا بر دو قبیلهٔ بزرگِ نجد بود، (قبیلهٔ بنی أسد و قبیلهٔ غَطفان).
وی را «مَلِک حُجر آکل المرار الکندی» می‌خواندند. وی پنجمین مَلِک از ملوک «مملکت آلکنده» در شبه‌جزیرهٔ عربستان بوده‌است.
اِمرُؤُالقَیس مردی عشرت‌جو بود و در حال عیش و باده‌گساری بود که خبر کشته‌شدن پدرش به دست طایفهٔ بنی اسد رسید. جملهٔ معروف «الیوم خمر و غدا امر» را گفت و به جنگ بنی‌اسد رفت. اما کاری از پیش نبرد. برای استمداد به روم رفت و در شهر آنقره (آنکارا) درگذشت. داستان وی با تصرفی فراوان در مثنوی معنوی آمده‌است.